# St. Martin (Minnesota)
St. Martin is een plaats (city) in de Amerikaanse staat Minnesota, en valt bestuurlijk gezien onder Stearns County.

## Demografie
Bij de volkstelling in 2000 werd het aantal inwoners vastgesteld op 278.

## Geografie
Volgens het United States Census Bureau beslaat de plaats een oppervlakte van
2,5 km², geheel bestaande uit land.

## Plaatsen in de nabije omgeving
De onderstaande figuur toont nabijgelegen plaatsen in een straal van 16 km rond St. Martin.